# 335500 Espresso
335500 Espresso este o planetă minoră (asteroid) din centura de asteroizi. A fost descoperită pe 25 octombrie 2005 la Mount Lemmon⁠(d) de Mount Lemmon Survey⁠(d). 
Obiectul prezintă o orbită caracterizată de o semiaxă mare de 2,4696545525595 UAi, o excentricitate de 0,16994158848309, o înclinație de 2,2979051068627 ° în raport cu ecliptica.